# Obléhání Plzně (1433–1434)
Obléhání Plzně, které se odehrálo mezi 14. červencem 1433 a 9. květnem 1434, bylo významným střetnutím husitských válek. Husitská vojska vedená Prokopem Holým katolickou Plzeň neúspěšně obléhala devět měsíců a dvacet tři dnů a město nakonec tomuto dlouhému obležení odolalo. Neúspěch při pokusu o obsazení jednoho z posledních významných katolických měst v Čechách spolu s pádem Nového Města pražského znamenal pro radikální kališníky a táborské a sirotčí polní vojsko první velkou ránu, jež předznamenala jejich rozhodující porážku v bitvě u Lipan.

## Předchozí události
Po neslavném konci čtvrté křížové výpravy, která prchla z území Čech v srpnu roku 1431, dospěli zástupci katolické církve k názoru, že čeští kacíři nejdou přemoci silou a pro situaci v Čechách je tedy třeba hledat diplomatické řešení. Od ledna roku 1433 proto probíhala oficiální jednání mezi Basilejským koncilem a husity. Od vítězství v bitvě u Ústí zaujímaly vůdčí postavení mezi českými kališníky radikálně orientované svazy táborů a sirotků, jež se opíraly o svá stálá polní vojska.
Zástupci basilejského koncilu v čele s barcelonským arcijáhnem Janem Palomarem, kteří byli vysláni na jednání do Prahy, však mezi jednotlivými kališnickými proudy objevili nečekaně velké rozpory. Palomar dokázal navázat kontakt s vysokou husitskou šlechtou, která doufala v brzké zastavení bojů a v uklidnění revoluční situace v zemi. Radikální husité si před další diskuzí s koncilem chtěli upevnit své pozice v zemi. Proto bylo tábory, sirotky, pražany a žatecko-lounskými dojednáno společné obležení poslední velké katolické bašty v Čechách – Plzně.

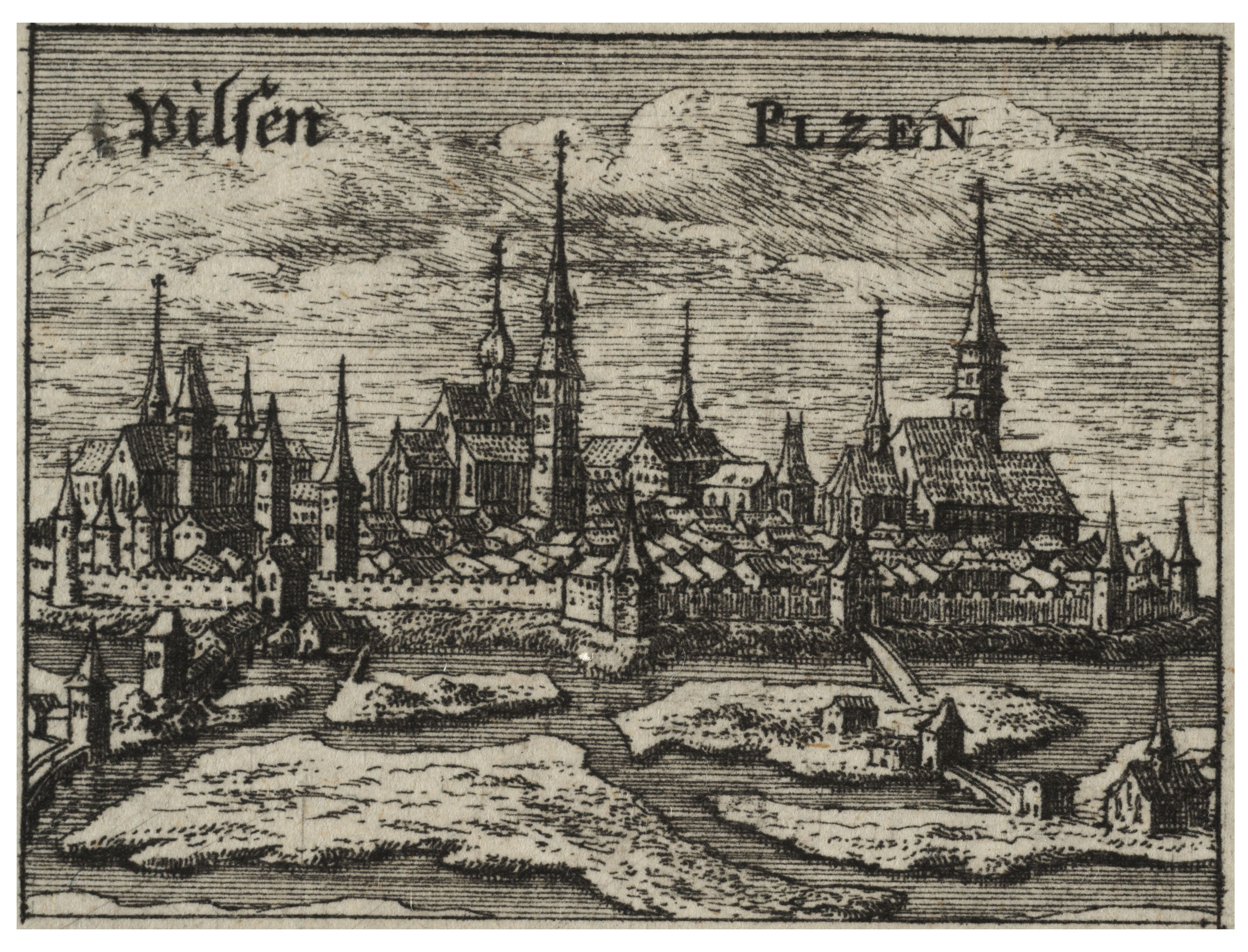
Plzeň na vedutě Václava Hollara z poloviny 17. století

### Přípravy obránců
Katolická strana si zcela uvědomovala důležitost Plzně, jež společně s Českými Budějovicemi představovala poslední pevný opěrný bod na západě Čech, s nímž mohli odpůrci kalicha počítat. Plzeň, která v té době mohla mít něco kolem pěti tisíc obyvatel, se proto na obléhání velice pečlivě připravovala. Přední velitelé plzeňského landfrýdu Vilém III. Švihovský z Rýzmberka a Děpolt z Dolan mohli počítat s peněžní i materiální podporou katolických měst Chebu a Norimberka.
Před útočníky se ve městě dle moderních odhadů ukrylo přibližně 8 000 lidí, avšak díky zpoždění husitských oblehatelů se obráncům ještě před jejich příchodem podařilo sklidit veškerou úrodu z okolních polí, sužovaných toho roku velkou neúrodou, a předzásobit tak město na dlouhou dobu.

## Obléhání
Jako první k Plzni 14. července 1433 přirazily oddíly táborského polního vojska v čele s Janem Pardusem z Horky a Vratkova a Bedřichem ze Strážnice, které čítaly na 6 až 7 000 pěších, 700 jezdců a 300 vozů. Následovaly je spojená vojska z Žatce, Loun, Klatov, Domažlic a Stříbra. Jako třetí přitáhla k Plzni domácí táborská armáda vedená Ondřejem Keřským. V polovině srpna dorazily další oddíly táborů spolu se sirotky pod velením Prokopa Holého. Pražané se opozdili nejdéle a v ležení oblehatelů se jejich nejméně početné oddíly objevily až na počátku září. Celkem se v okolí města mohlo pohybovat něco kolem 15 000 kališnických vojáků. Husitští velitelé se vzhledem k silným městským hradbám rozhodli Plzeň oblehnout a vyhladovět. Město bylo téměř neprodyšně obklíčeno a husité si kolem něj vybudovali pět velkých ležení. Byly vybudovány zátarasy, pozorovatelny a vyhloubeny příkopy proti případným plzeňským protiútokům. Plzeň byla ostřelována mnoha praky a 40 bombardami.
Ještě před dokončením opevňovacích prací v táboře oblehatelů však plzeňští využili nepozornosti husitů a 1. září provedli velmi úspěšný výpad proti jejich ležení, načež vznikl v husitském táboře velký zmatek. I přes snahu o vyhladovění města pak navíc problémy se zásobováním padly především na oblehatele. Okolí Plzně bylo kvůli dlouho trvající neúrodě brzy zcela zpustošeno a ohromná husitská armáda se v jejím okolí nedokázala nadále uživit. Husitští velitelé se proto rozhodli vypravit spížovací výpravu do nedaleké Horní Falce a Bavor.

### Výprava Jana Parduse
Do čela výpravy, která měla vojskům před Plzní zajistit dostatečné zásoby, byl Prokopem Holým postaven táborský hejtman Jan Pardus a domažlický hejtman Jan Řitka z Bezdědic. Výprava čítala na 2 000 mužů, přičemž asi čtvrtinu v ní tvořila jízda. Husité z plzeňského ležení vyrazili do Bavorska někdy v polovině září. V okolí příhraničních měst Waldmünchen a Furth im Wald se jim sice podařilo snadno naloupit dostatek zásob pro vojska a píce pro koně, avšak na zpáteční cestě si na ně počkalo bavorské vojsko vedené Hynčíkem Pflugem z Rabštejna. 21. září 1433 byla husitská kolona zcela zaskočena a drtivě poražena nedaleko vesnice Hiltersried. Z husitské výpravy se zachránila pouze hrstka, která se bez zásob a vozů vrátila do ležení před Plzní.

### Neúspěch oblehatelů

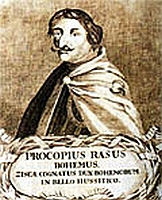
Vrchní husitský velitel Prokop Holý

Husitský tábor po Pardusově návratu zachvátila vlna hněvu a v nastalé šarvátce byl prý raněn sám Prokop Holý, který se snažil před svými spolubojovníky táborského hejtmana zastat. Prokop Holý byl následně odvolán z funkce vrchního velitele a dokonce dočasně držen v zajetí, načež opustil ležení před Plzní a zbaven svých funkcí zamířil do Prahy. Vůdčí posty v husitském vojsku pak obsadili méně zkušení velitelé a obléhání se tak nadále komplikovalo.
Hlavní sirotčí síly vedené vrchním hejtmanem Janem Čapkem ze Sán se do obléhání Plzně zapojily až na konci října, kdy se vrátily ze svého tažení na pomoc polskému králi Vladislavu II. Jagellovi. Plzeňští však před Vánocemi roku 1433 podnikli další velký výpad, přičemž se jim mimo jiné podařilo uloupit i trofejního velblouda, kterého sirotci obdrželi jako dar od polského krále. Hlad a velké mrazy způsobovaly vojskům před Plzní obrovské problémy. Z původních asi 15 000 se počet oblehatelů i vinou častých dezercí snížil na zhruba 10 000. Velký hlad však dolehl rovněž na plzeňské obránce, kteří své naděje upírali na pomoc ze zahraničí.
Církevní špičky i císař Zikmund Lucemburský si uvědomovali důležitost Plzně. Císař a koncil proto vynaložili nemalé finanční náklady na pomoc Plzni, především však na podporu Jana Palomara, který mezitím jednal s husitskou šlechtou. Na tajných jednáních se Palomarovi podařilo získat na svou stranu táborského hejtmana Přibíka z Klenové, který poté přistoupil na tajné zásobení Plzně potravinami. Přibík společně se Zdeňkem z Drštky (to byl Zikmundův hejtman na Horšovském Týně), Hynkem Krušinou ze Švamberka, Buškem Caltou z Rabštejna, Janem ze Sobětic a dalšími prolomil v noci z 5. na 6. května obležení a dodal obleženému městu již podruhé zásoby potravin, které by dostačovaly až do konce června. Přibík opět uprchl na svůj hrad ve Stříbře. Jeden z husitských zrádců, Jan ze Sobětic, však byl chycen a byl „mu jazyk týlem vytažen“. Z iniciativy koncilu a s jeho peněžní pomocí navíc došlo k rychlému zmobilizování sil panské jednoty. Ve formující se koalici vedle sebe stanuli umírněná husitská šlechta s katolíky.
Spojenci se za pomoci Staroměstských 6. května zmocnili Nového města pražského, odkud se na poslední chvíli podařilo uprchnout Prokopu Holému, který ihned zamířil zpátky k vojskům před Plzní. 8. května obdržel kněz Prokůpek zprávu Prokopa Holého, který ho informoval o ztrátě Nového města pražského a doporučoval polním vojskům, aby zanechala dalšího marného obléhání a vyrazila vstříc formující se koalici svých nepřátel. Husité před Plzní proto v noci z 8. na 9. května rychle zbořili své ležení a začali se připravovat na schylující se bitvu. Obléhání tak skončilo bez úspěchu a Plzeň zůstala nepokořena.

## Důsledky

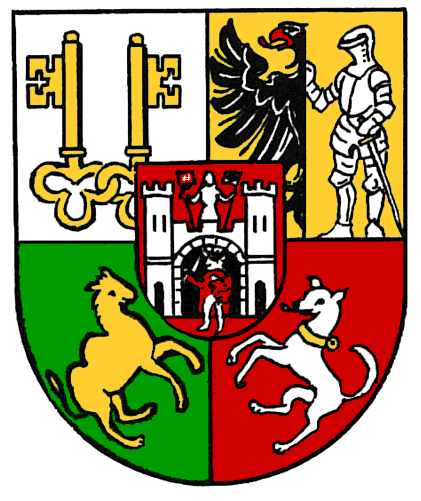
Malý městský znak Plzně, v jehož dolním levém čtverci je zobrazen velbloud, kterého plzeňští ukořistili během husitského obléhání

Husitský neúspěch u Plzně a pád Nového Města pražského znamenal pro radikální husitské křídlo velkou ránu. Od polních vojsk se během vyčerpávajícího obléhání Plzně odklonila většina českého venkova, kde již prosté rolníky unavovalo úmorné vydržování ohromného počtu profesionálních vojáků a s tím spojená drahota a bída v zemi. Při obléhání Plzně se navíc naplno projevil úpadek morálky v řadách husitů, kteří již nebojovali za své ideály, ale jako obyčejní žoldáci.
Proti radikálním svazům táborů a sirotků odmítajících zastavení bojů se, s přispěním diplomacie Jana Palomara, zformovala koalice umírněné husitské šlechty, obou pražských měst a českých katolíků, která si přála okamžité uklidnění situace v zemi a dohodu s koncilem. 30. května 1434 došlo mezi oběma stranami k rozhodující bitvě u Lipan, v níž zvítězili umírnění husité spojení s domácími katolíky.